# Serafino Cretoni
Serafino Cretoni (né le  4 septembre 1833 à Soriano dans le Latium, et mort le 3 février 1909 à Rome) est un cardinal italien de la fin du XIXe siècle et début du XXe siècle.

## Biographie
Serafino Cretoni exerce des fonctions au sein de la curie romaine, notamment auprès de la congrégation pour la Propaganda Fide et de la congrégation du Saint-Office. Il est élu archevêque titulaire de Damas (de) en 1893 et est consacré le 5 février de la même année par Raffaele Monaco La Valletta avec comme co-consécrateurs Vincenzo Leone Sallua (it) et Tancredo Fausti. Le pape Léon XIII  le crée cardinal lors du consistoire du  22 juin 1896. Le cardinal Cretoni est camerlingue  du Sacré Collège en 1900-1901 et préfet de la congrégation des indulgences et des reliques et de la congrégation des rites. Il participe au conclave de 1903, lors duquel Pie X est élu pape.

## Succession apostolique
Serafino Cretoni a ordonné les évêques suivants :
- Évêque José Ramón Quesada y Gascón (es) (1894)
- Évêque Toribio Minguella (es), O.A.R. (1894)
- Évêque Nicolás Rey y Redondo (1894)
- Évêque Ramon Riu Cabanes (es) (1895)
- Évêque Pascual Carrascosa y Gabaldón (1896)
- Évêque Casimiro Piñera y Naredo (es) (1896)
- Évêque Giovanni Battista Ressia (1897)
- Évêque Giuseppe Capecci (it), O.E.S.A. (1897)
- Archevêque Paolo Schinosi (1897)
- Archevêque Carmelo Pujia (it) (1898)
- Évêque Francesco di Mento (1899)
- Évêque Emanuele Merra (1899)
- Évêque Francesco di Costanzo (1899)